# ジョン・マンデヴィル

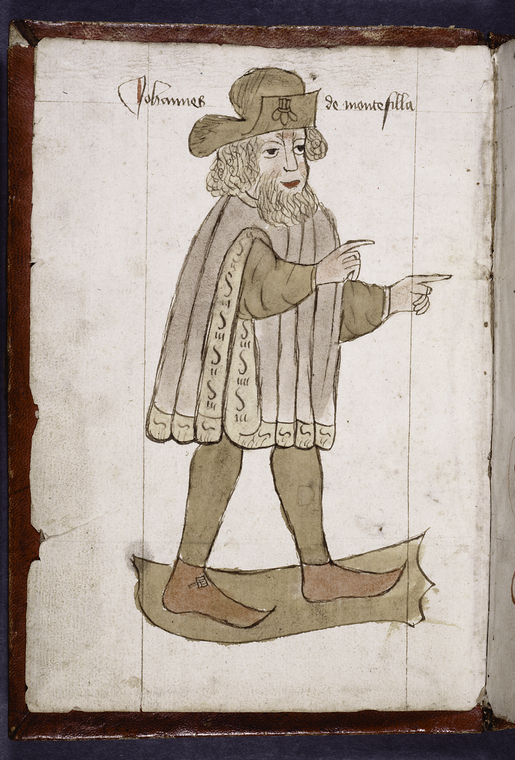
ジョン・マンデヴィル

ジョン・マンデヴィル（Sir John Mandeville、? - 1372年11月12日?/11月17日?）は、中世イングランドの騎士。中東、インド、中国、ジャワ島、スマトラ島の見聞録『東方旅行記（マンデヴィル旅行記）』の著者として知られる。
ヨーロッパ外の奇習・風俗を記したマンデヴィルの旅行記はヨーロッパ中の注目を集め、各国語に翻訳された。テューダー朝時代の探検家ウォルター・ローリーはマンデヴィルの記述に誤りは無いと述べ、クリストファー・コロンブス、マーティン・フロビッシャーはマンデヴィルの著作に刺激されて航海に出た。しかし、実際のところマンデヴィルの旅行記はヴァンサン・ド・ボーヴェの百科事典、プラノ・カルピニやウィリアム・ルブルック、オドリコらアジアを訪れた修道士の報告を元に書かれたものだった。ヨーロッパ世界の地理学の知識が発達するにつれて旅行記はマンデヴィルの空想に基づくものだと見なされるようになり、17世紀には虚言癖の著述家として風刺劇に取り上げられるようになる。著作の内容と同様にマンデヴィル自身の経歴、職業、存在自体も疑問視されている。
また、マンデヴィルの文章力は高い評価を受けており、かつてはシェイクスピア以上の名文家と賞賛されていた。しかし、ヴィクトリア朝時代に文学者としての評価は下がり、当時出版された『ブリタニカ百科事典』第9版では著作だけでなくマンデヴィルの経歴をも虚偽だと断定されている。近年では「ジョン・マンデヴィル」を作品内の「語り手」とみなし、旅行記の作者と分けて考える傾向にある。

## 旅行記中の「ジョン・マンデヴィル」
マンデヴィルは、イングランドのセント・オールバンズの出身の騎士を自称している。1322年/1332年の聖ミカエルの日（9月29日）にマンデヴィルは遍歴の旅に出、数十年の歳月を経て旅行記を執筆した。作中で旅行の目的は明確にされていないが、エルサレムなどの聖地巡礼。あるいは傭兵としての働き場所を求めるためだと説明されている。旅行記の著者であるマンデヴィルの不明瞭な人物像は、語り部の立場や視点を場によって変えながら目撃した事象を述べることで、著者が参考とした異なる立場の人間が書いた様々な文献を一つの紀行文にまとめる役割を果たした。
マンデヴィルの遺体はリエージュ近郊のギレルマン教会に埋葬されたと言われ、多くの旅行家が彼の墓碑を詣でたが、フランス革命の際に教会は破壊された。また、マンデヴィルの故郷セント・オールバンズ大修道院にも彼の墓碑が置かれており、かつては修道院にマンデヴィルの石像が飾られていたと伝えられている。

## 旅行記の著者「ジョン・マンデヴィル」
著者であるジョン・マンデヴィルの正体をフランドルの医師ジャン・ド・ブルゴーニュとする説があるが、ジャン・ド・ブルゴーニュの経歴は明らかになっていない。ジャン・ド・ブルゴーニュはエジプトで生活していた時期に旅行記の執筆を思い立ち、自分が訪れた経験がないエジプト以外の地域の記録については他者の記録を参考にし、ジョン・マンデヴィルという筆名で旅行記を刊行したと考えられている。1371年にパリで制作された最初期の『東方旅行記』の写本には、1365年に「リエージュの医学教授」ジャン・ド・ブルゴーニュが著した論文が収録されている。
ジャン・ド・ブルゴーニュと呼ばれる老人の臨終の場に立ち会ったリエージュの公証人のドウトレミューズは、彼の口からイングランドである伯爵を殺害したために国外に逃亡した過去と、ジャン・ド・マンデヴィルという本名を聞かされた。マンデヴィルに関する記録の多くはジャン・ドウトレミューズの記述に依拠しており、この点からドウトレミューズは自身が著した旅行記をジャン・ド・ブルゴーニュによるものと見せかけるために「ジョン・マンデヴィル」という架空の人物を生み出したとする指摘もある。ジャーナリストのジャイルズ・ミルトンは13世紀末から14世紀初頭にかけて多く存在していた「ジョン・マンデヴィル」の中で、エドワード2世に仕えたエセックスの貴族ジョン・マンデヴィルが旅行記の著者だと推定している。
1403年に没したリエージュ近郊のトンゲレンの司祭・年代記作家のラデュルフス・ド・リヴォはマンデヴィルについて彼が著名な医者であったこと、ギレルマン教会に埋葬されたこと、彼が3ヶ国語からなる旅行記を書き上げたことを記録しているリエージュのサン・ジャック教会のベネディクト会士コルネリウス・ザントフリートは、マンデヴィルが医術に長けた髭面の老人と記している。1625年にイギリスのサミュエル・パーチャスによって発行された『パーチャスの巡礼者伝』には、「ジョン・マンデヴィルによる」堕落した教会の批判が収録され、多くの著述家・好古家がパーチャスのこの記録を引用した。